# 20è Festival Internacional de Cinema de Canes
El 20è Festival Internacional de Cinema de Canes es va dur a terme del 27 d'abril al 12 de maig de 1967. El Grand Prix du Festival International du Film fou atorgat a Blow Up de Michelangelo Antonioni. El festival va obrir amb J'ai tué Raspoutine, de Robert Hossein i va tancar amb Batouk, dey Jean Jacques Manigot.

## Jurat
Les següents persones foren nomenades membres del jurat pel festival de 1967:
Pel·lícules
- Alessandro Blasetti (Itàlia) President
- Georges Lourau (França) Vice President
- Serguei Bondartxuk (URSS)
- René Bonnell (França)
- Jean-Louis Bory (França) (crític)
- Miklós Jancsó (Hungary)
- Claude Lelouch (França)
- Shirley MacLaine (USA)
- Vincente Minnelli (USA)
- Georges Neveux (França)
- Gian Luigi Rondi (Itàlia)
- Ousmane Sembène (Senegal)

Curtmetratges
- Mark Turfkhuyer (Bèlgica) (periodista) President
- Tahar Cheriaa (Tunísia)
- André Coutant (França) (tècnic)
- Zdravka Koleva (Bulgària)
- Jean Schmidt (França)

## Selecció oficial

### Pel·lícules en competició
Les següents pel·lícules foren seleccionades per competir pel Grand Prix du Festival International du Film:
- Accident de Joseph Losey
- Blow Up de Michelangelo Antonioni
- Mord und Totschlag de Volker Schlöndorff
- Elvira Madigan de Bo Widerberg
- Terra em transe de Glauber Rocha
- Den røde kappe de Gabriel Axel
- Hotel pro cizince d'Antonín Máša
- Skupljači perja d'Aleksandar Petrović
- L'immorale de Pietro Germi
- Katerina Izmailova de Mikhail Shapiro
- Jeu de massacre d'Alain Jessua
- Último encuentro d'Antxon Ezeiza
- Mon amour, mon amour de Nadine Trintignant
- Incompreso de Luigi Comencini
- La chica del lunes de Leopoldo Torre Nilsson
- Mouchette de Robert Bresson
- Pedro Páramo de Carlos Velo
- Tízezer nap de Ferenc Kósa
- Shlosha Yamim Veyeled de Uri Zohar
- Ulysses de Joseph Strick
- L'Inconnu de Shandigor de Jean-Louis Roy
- A ciascuno il suo d'Elio Petri
- Rih al awras de Mohamed Lakhdar-Hamina
- You're a Big Boy Now de Francis Ford Coppola

### Pel·lícules fora de competició
Les següents pel·lícules foren exhibides fora de competició:
- Batouk de Jean Jacques Manigot
- Ostre sledované vlaky de Jiří Menzel
- Le Conquérent de l'inutile (A la mémoire de Lionel Terray) de Marcel Ichac
- J'ai tué Raspoutine de Robert Hossein
- Privilege de Peter Watkins
- Restauration du Grand Trianon de Pierre Zimmer
- Voina i mir de Serguei Bondartxuk

### Curtmetratges en competició
Els següents curtmetratges competien per Palma d'Or al millor curtmetratge:
- Crunch-crunch de Carlos Marchiori
- Dada de Greta Deses
- L'Emploi du temps de Bernard Lemoine
- Gloire à Félix Tournachon d'André Martin
- Herb Alpert and the Tijuana Brass Double Feature de John Hubley
- Insitne umenie de Vlado Kubenko
- Jedan plus jedan jeste tri de Branko Ranitovic
- Larghetto de Waclaw Kondek
- Napló de György Kovásznai
- Opus de Don Levy
- Remedios Varo de Jomí García Ascot
- Sky Over Holland de John Fernhout
- La Tana de Luigi Di Gianni
- Toys de Grant Munro
- Versailles d'Albert Lamorisse
- Die Widerrechtliche Ausübung der Astronomie de Peter Schamoni

## Secció paral·lela

### Setmana Internacional dels Crítics
Els següents llargmetratges van ser seleccionats per ser projectats per a la sisena Setmana de la Crítica (6e Semaine de la Critique):
- Kane de Yukio Aoshima (Japó)
- L'Horizon de Jacques Rouffio (França)
- Jozsef Katis de Wim Verstappen (Països Baixos)
- Ljubavni slučaj ili tragedija službenice P.T.T. de Dušan Makavejev (Iugoslàvia)
- The Times That Are (Le Règne du jour) de Pierre Perrault (Canadà)
- Rondo de Zvonimir Berkovic (Yugoslavia)
- Trio de Gianfranco Mingozzi (Itàlia)
- Ukamau de Jorge Sanjinés Aramayo (Bolívia)
- Warrendale d'Alan King (Canadà)

## Premis

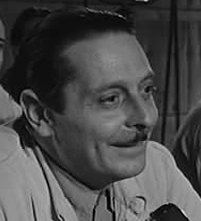
Alessandro Blasetti, President del jurat

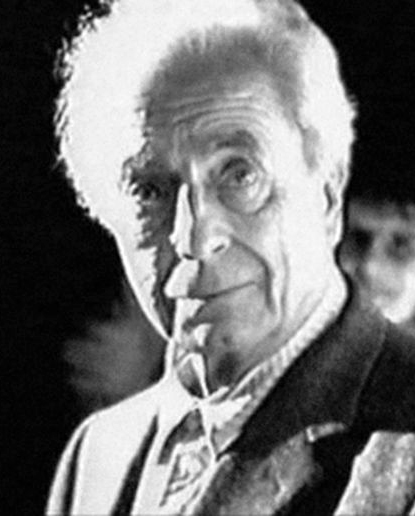
Michelangelo Antonioni, guanyador del Grand Prix

### Premis oficials
Els guardonats en les seccions oficials de 1967 foren:
- Grand Prix International du Festival: Blow Up de Michelangelo Antonioni
- Gran Premi especial del jurat:
  - Accident de Joseph Losey
  - Skupljači perja d'Aleksandar Petrović
- Premi especial del jurat: Ukamau de Jorge Sanjinés
- Millor director: Ferenc Kósa per Tízezer nap
- Millor guió:
  - Elio Petri per A ciascuno il suo
  - Alain Jessua per Jeu de massacre
- Millor actriu: Pia Degermark per Elvira Madigan
- Millor actor: Oded Kotler per Shlosha Yamim Veyeled
- Millor primer treball: Rih al awras de Mohammed Lakhdar-Hamina

Curtmetratges
- Palma d'Or al millor curtmetratge: Sky Over Holland de John Fernhout
- Prix spécial du Jury: Gloire à Félix Tournachon d'André Martin i Jedan plus jedan jeste tri de Branko Ranitovic-
- Gran premi tècnic: Sky Over Holland de John Fernhout
- Gran premi tècnic - Menció Especial: Versailles d'Albert Lamorisse

### Premis independents
FIPRESCI
- Premi FIPRESCI: 
  - Skupljači perja d'Aleksandar Petrović
  - Terra en transe de Glauber Rocha

Commission Supérieure Technique
- Technical Grand Prize - Menció Especial: Den røde kappe de Gabriel Axel

Premi OCIC
- Mouchette de Robert Bresson